# Szerelemharc
Szerelemharc – czwarty album studyjny zespołu Pál Utcai Fiúk, wydany w roku 1993 na płycie kompaktowej i kasecie magnetofonowej. W 2000 roku ukazało się wznowienie z serii "...Ez Volt A XX...".

## Lista utworów
1. „Az Egyik Nap” (Gábor Leskovics/György Turjánszki) – 2:34
2. „Szerelemharc” (Gábor Leskovics/György Turjánszki) – 4:03
3. „Sohasem Késő” (Gábor Leskovics/György Turjánszki) – 3:20
4. „Semmi Sem Véletlen” (Gábor Leskovics/György Turjánszki)  – 4:01
5. „Fiatalok Vagyunk” (Gábor Leskovics) – 4:44
6. „Teljes Gőzzel” (Gábor Leskovics/György Turjánszki) – 3:09
7. „A Szerelem Ára” (Gábor Leskovics/György Turjánszki) – 4:22
8. „Félek” ((Gábor Leskovics)  – 6:30
9. „Csak Az A Jó” (Gábor Leskovics/György Turjánszki) – 3:35
10. „Második Félidő” (Gábor Leskovics) – 5:16
11. „Élve Eltemetve” (Gábor Leskovics/György Turjánszki) – 2:06
12. „Szerelemharc II” ((Gábor Leskovics/György Turjánszki)  – 3:34
13. „A Háború Vége” (Gábor Leskovics) – 4:37
14. „Nem Szerettelek” (Gábor Leskovics/György Turjánszki) – 3:57

## Twórcy
- György Turjánszki – gitara basowa, perkusja, syntezator, śpiew, reszta (Csiki-csiki)
- Tibor Zelenák – perkusja
- Ernő Papp – gitara, śpiew
- Szabolcs Bördén – organy, pianino, keyboard
- Béla Gyenes – saksofon
- Anikó Potondi – śpiew
- Gábor Leskovics – gitara, śpiew, harmonijka ustna

Gościnnie
- Levente Csiszér – gitara

realizacja
- Péter Rozgonyi – Miks i realizacja[1][2][3]